# Hot Stuff (1956)
Hot Stuff  é um filme estadunidense de curta metragem de 1956, dirigido por Jules White. É o 172º filme de um total de 190 da série com os Três Patetas produzida pela Columbia Pictures entre 1934 e 1959.

## Fim da "Era Shemp"
Na época das filmagens, Shemp Howard já era falecido. Assim, nos últimos quatro filmes em que apareceu seu nome no elenco (Rumpus in the Harem, Hot Stuff, Scheming Schemers e Commotion on the Ocean), a Columbia utilizou o coadjuvante Joe Palma para dublar  Shemp. Todos esses filmes foram remakes de trabalhos anteriores de Shemp, com Palma aparecendo para ligar as cenas novas com as velhas, sempre que preciso.
Em Hot Stuff, Palma aparece muitas vezes. A primeira vez é quando os Patetas estão usando barbas e chegam ao escritório militar de Urania. Moe instrui Shemp a ir atrás de uma mulher "suspeita", e Palma responde "Certo!". Ele sai da visão da câmera e apenas Moe e Larry permanecem em cena. É a única vez em que o rosto de Palma como Shemp é visto de frente para as câmeras, disfarçado pela barba.
Mais tarde, Palma é visto de costas quando os Patetas estão presos no laboratório. Palma tenta imitar Shemp quando chora (emitindo o conhecido "Ip, Ip, Ip!"). Novamente, Moe manda Shemp ficar de guarda na porta. Palma obedece emitindo o choro e fica escondido atrás da porta. Essa também foi a única vez que Palma imitou a voz de Shemp sem precisar ser dublado.